# 史雯珊
史雯珊，美國外交官，外交官銜為公使銜參贊，歷任美國駐華大使館及美國駐香港總領事館發言人等職，2019年起出任美國駐赤道幾內亞大使。

## 經歷
史雯珊於宾夕法尼亚大学沃顿商学院修習國際企業管理及法語，獲得文學士及理學士學位，除法語外亦通曉中文、泰語及西班牙語。
史雯珊自1992年起加入外交界服務，1994年至1997年任美國駐泰國大使館電子媒體助理新聞官，1997年至美國駐卡達大使館支援該年度在多哈舉行的中東北非經濟會議，1998年至2000年擔任美國駐墨西哥大使館經濟議題助理文化官，2002年至2006年擔任美國駐香港總領事館新聞官兼發言人，2006年至2010年出任美國駐華大使館發言人。
離華之後，史雯珊於2010年至2012年間就任美國駐泰國清邁總領事。調回華府後，在2012年至2014年間出任美國國務院亞太局公共外交事務副助卿 、2014年至2016年間則配屬於公共外交暨公共事務次卿麾下，擔任次卿幕僚長兼執行助理，以及公共次卿政策規劃資源處（Office of Policy, Planning and Resources；）處長。2016年起，她成為國務院公共事務局首席副助卿，任內的2017年1月至2018年2月間還曾代理助卿職務。2019年時，經美國總統唐納·川普任命為美國駐赤道幾內亞大使。